# .CSO
.CSO es un método de compresión para el formato de Imagen ISO. Se utiliza para comprimir objetos o aplicaciones(juegos) de PlayStation Portable UMD, y es una alternativa al método de compresión .DAX. También a veces es llamado "CISO". El formato CSO posee un límite de compresión/descompresión de 2GB debido precisamente a que está desarrollado únicamente para comprimir objetos o aplicaciones(juegos) de PlayStation Portable UMD donde el tamaño máximo de los mismos no excede 1.4GB (Si el archivo comprimido excede los 2GB se daña el archivo original y no se permite su descompresión).
Fue el primer método de compresión de ISO. La razón por la que se creó fue para que tener más espacio de memoria de manera que se puedan guardar. Booster creó el primer código, sino que más tarde fue optimizado para una mejor compresión. Otros formatos estaban tratado de sustituirla por arreglar algunas cuestiones tales como retraso en los juegos, como por ejemplo. DAX y. JSO. Sin embargo, en el momento, la popular aplicación casera "DevHook" utilizados para OSC, .DAX necesita otro cargador, y .JSO fueron básicamente no utilizados.
CAF ofrece nueve niveles de compresión. Mientras que los más altos niveles de compresión puede introducir desaceleración y largos tiempos de carga, en el software que se basa fundamentalmente en el disco de streaming, incluso los niveles más bajos son capaces de compresión considerable. Esto es en parte debido a la disposición de datos de un UMD, aunque más con frecuencia debido a la utilización de los archivos Dummy tanto como una herramienta contra la piratería y un medio óptimo para establecer los datos físicamente en el disco.
Además de ser utilizada para comprimir juegos PSP originariamente en formato UMD, Picodrive lo soporta para crear imágenes comprimidas de Sega Mega-CD.